# Nuoto ai Giochi della IX Olimpiade - 400 metri stile libero maschili
La competizione 400 metri stile libero maschili di nuoto dei Giochi della IX Olimpiade si è svolta dal 7 al 9 agosto 1928 al Olympic Sports Park Swim Stadium di Amsterdam.

## Risultati

### Primo turno
Si disputò il 7 agosto. I primi due di ogni serie più il miglior tempo degli esclusi furono ammessi alle semifinali.
| Pos. | Concorrente    | Nazione     | Tempo  |
| ---- | -------------- | ----------- | ------ |
| 1    | Austin Clapp   | Stati Uniti | 5'13"4 |
| 2    | Nobuo Arai     | Giappone    | 5'23"4 |
| 3    | Friedel Berges | Germania    | 5'27"8 |
| 4    | James Thompson | Canada      |        |

| Pos. | Concorrente         | Nazione       | Tempo  |
| ---- | ------------------- | ------------- | ------ |
| 1    | Buster Crabbe       | Stati Uniti   | 5'09"8 |
| 2    | Hiroshi Yoneyama    | Giappone      | 5'17"8 |
| 3    | Albert Vandeplancke | Francia       | 5'20"0 |
| 4    | Géza Szigritz       | Ungheria      | 5'41"0 |
| 5    | Arthur Watts        | Gran Bretagna |        |

| Pos. | Concorrente      | Nazione        | Tempo  |
| ---- | ---------------- | -------------- | ------ |
| 1    | Garnet Ault      | Canada         | 5'18"8 |
| 2    | Herbert Heinrich | Germania       | 5'20"0 |
| 3    | Václav Antoš     | Cecoslovacchia | 5'39"8 |
| 4    | Taburan Tamse    | Filippine      |        |

| Pos. | Concorrente            | Nazione     | Tempo  |
| ---- | ---------------------- | ----------- | ------ |
| 1    | Arne Borg              | Svezia      | 5'09"6 |
| 2    | Ray Ruddy              | Stati Uniti | 5'26"4 |
| 3    | Walter Handschuhmacher | Germania    | 5'32"0 |
| 4    | Rezso Wanié            | Ungheria    | 5'35"2 |

| Pos. | Concorrente     | Nazione   | Tempo  |
| ---- | --------------- | --------- | ------ |
| 1    | Katsuo Takaishi | Giappone  | 5'22"8 |
| 2    | Boy Charlton    | Australia | 5'23"0 |
| 3    | Paolo Costoli   | Italia    |        |
| 4    | Adán Gordón     | Panama    |        |
| 5    | Hernán Téllez   | Cile      |        |

| Pos. | Concorrente       | Nazione       | Tempo  |
| ---- | ----------------- | ------------- | ------ |
| 1    | Alberto Zorrilla  | Argentina     | 5'19"2 |
| 2    | Jack Hatfield     | Gran Bretagna | 5'32"8 |
| 3    | David Lindsay     | Nuova Zelanda | 5'38"6 |
| 4    | William Broderick | Irlanda       |        |

### Semifinali
Si disputarono l'8 agosto. I primi tre di ogni serie ammessi alla finale.
| Pos. | Concorrente      | Nazione       | Tempo  |
| ---- | ---------------- | ------------- | ------ |
| 1    | Alberto Zorrilla | Argentina     | 5'11"4 |
| 2    | Boy Charlton     | Australia     | 5'13"6 |
| 3    | Ray Ruddy        | Stati Uniti   | 5'20"6 |
| 4    | Garnet Ault      | Canada        |        |
| 5    | Hiroshi Yoneyama | Giappone      |        |
| -    | Jack Hatfield    | Gran Bretagna | DNS    |

| Pos. | Concorrente         | Nazione     | Tempo  |
| ---- | ------------------- | ----------- | ------ |
| 1    | Arne Borg           | Svezia      | 5'05"4 |
| 2    | Buster Crabbe       | Stati Uniti | 5'06"2 |
| 3    | Austin Clapp        | Stati Uniti | 5'06"8 |
| 4    | Katsuo Takaishi     | Giappone    |        |
| 5    | Herbert Heinrich    | Germania    |        |
| 6    | Albert Vandeplancke | Francia     |        |
| -    | Nobuo Arai          | Giappone    | DNS    |

### Finale
Si disputò il 9 agosto.
| Pos.    | Concorrente      | Nazione     | Tempo  |
| ------- | ---------------- | ----------- | ------ |
| Oro     | Alberto Zorrilla | Argentina   | 5'01"6 |
| Argento | Boy Charlton     | Australia   | 5'03"6 |
| Bronzo  | Arne Borg        | Svezia      | 5'04"6 |
| 4       | Buster Crabbe    | Stati Uniti | 5'05"4 |
| 5       | Austin Clapp     | Stati Uniti | 5'16"0 |
| 6       | Ray Ruddy        | Stati Uniti | 5'25"0 |